# Venoy
Venoy is een gemeente in het Franse departement Yonne (regio Bourgogne-Franche-Comté) en telt 1619 inwoners (2005). De plaats maakt deel uit van het arrondissement Auxerre.

## Geografie
De oppervlakte van Venoy bedraagt 22,6 km², de bevolkingsdichtheid is 71,6 inwoners per km².
De autosnelweg A6 loopt door de gemeente.
De onderstaande kaart toont de ligging van Venoy met de belangrijkste infrastructuur en aangrenzende gemeenten.

## Demografie
Onderstaande figuur toont het verloop van het inwonertal (bron: INSEE-tellingen).